# TFF 1. Lig
1. Lig (również Bank Asya 1. Lig zgodnie z warunkami umowy sponsorskiej) to drugi poziom rozgrywek ligowych mężczyzn w Turcji. Liga powstała podczas reorganizacji II ligi w 2001 roku, przed tym czasem była to 2. Lig. Z początku liga liczyła 20 drużyn, rok później związek postanowił zmniejszyć liczbę drużyn do 18. W sezonie 2007/2008 zmieniono nazwę ligi na TFF First League. Rok później sponsorem zostało tureckie TeleKom i zmieniono nazwę na Türk Telekom Lig. Przed sezonem w 2005 roku na awans do Süper Lig mogły liczyć trzy najlepsze zespoły zaś trzy najgorsze zostały degradowane do 2. Lig. Od 2005 roku do 2008/09 awansowały już tylko dwa najlepsze zespoły, zaś kolejne cztery walczyły o awans w fazie play-off.

## Zespoły w sezonie 2023/2024
| Klub                | Miasto         | Stadion                           | Pojemność |
| ------------------- | -------------- | --------------------------------- | --------- |
| Adanaspor           | Adana          | Yeni Adana Stadyumu               | 33 543    |
| Altay SK            | Izmir          | Alsancak Mustafa Denizli Stadyumu | 14.000    |
| Ankara Keçiörengücü | Ankara         | Aktepe Stadyumu                   | 4 883     |
| Bandırmaspor        | Bandırma       | Bandırma 17 Eylül Stadyumu        | 12 725    |
| Bodrumspor          | Muğla (Bodrum) | Bodrum İlçe Stadyumu              | 4 563     |
| Boluspor            | Bolu           | Stadion im. Atatürka w Bolu       | 8 456     |
| Çorum FK            | Çorum          | Çorum Şehir Stadyumu              | 15 000    |
| Erzurumspor FK      | Erzurum        | Kâzım Karabekir Stadyumu          | 21 374    |
| Eyüpspor            | Stambuł        | Eyüp Stadyumu                     | 2 500     |
| Gençlerbirliği SK   | Ankara         | Eryaman Stadyumu                  | 20 560    |
| Giresunspor         | Giresun        | Çotanak Stadyumu                  | 22 028    |
| Göztepe SK          | Izmir          | Gürsel Aksel Stadyumu             | 25 035    |
| Kocaelispor         | İzmit          | Kocaeli Stadyumu                  | 34 712    |
| Manisa FK           | Manisa         | Stadion 19 Maja w Manisie         | 16 066    |
| Sakaryaspor         | Adapazarı      | Sakarya Atatürk Stadyumu          | 28 154    |
| Şanlıurfaspor       | Şanlıurfa      | Şanlıurfa 11 Nisan Stadyumu       | 28 965    |
| Tuzlaspor           | Stambuł        | Tuzla Belediye Sahası             | 1 600     |
| Ümraniyespor        | Stambuł        | Ümraniye İlçe Stadyumu            | 3 513     |
| Yeni Malatyaspor    | Malatya        | Yeni Malatya Stadyumu             | 27 044    |

## Mistrzowie i królowie strzelców
| Sezon     | Mistrz ligi                                       | Król strzelców           | Klub                       | Liczba bramek |
| --------- | ------------------------------------------------- | ------------------------ | -------------------------- | ------------- |
| 2012–2013 | Kayseri Erciyesspor                               |                          |                            |               |
| 2011–2012 | Akhisar Belediyespor                              |                          |                            |               |
| 2010–2011 | Mersin İdman Yurdu                                | Simon Zenke              | Samsunspor                 | 16            |
| 2009–2010 | Kardemir Karabükspor                              | Yasin Avcı               | Kardemir Karabükspor       | 18            |
| 2008–2009 | Vestel Manisaspor                                 | Bruno Mezenga            | Orduspor                   | 21            |
| 2007–2008 | Kocaelispor                                       | Taner Demirbaş           | Kocaelispor                | 21            |
| 2006–2007 | Gençlerbirliği                                    | Taner Demirbaş           | Malatyaspor                | 27            |
| 2005–2006 | Bursaspor                                         | Taner Demirbaş           | Sakaryaspor                | 20            |
| 2004–2005 | Sivasspor                                         | Okan Yılmaz              | Bursaspor                  | 25            |
| 2003–2004 | Sakaryaspor                                       | Ümit İnal                | Altay                      | 21            |
| 2002–2003 | Konyaspor                                         | Yunus Altun              | Çaykur Rizespor            | 24            |
| 2001–2002 | Altay                                             | Yunus Altun              | Konyaspor                  | 28            |
| 2000–2001 | Malatyaspor                                       | Zafer Biryol             | Şekerspor                  | 15            |
| 1999–2000 | Çaykur Rizespor                                   | Yusuf Tokuş              | Çaykur Rizespor            | 18            |
| 1998–1999 | Göztepe                                           | Mustafa Kocabey          | Kayserispor                | 23            |
| 1997–1998 | Sakaryaspor                                       | Hasan Çelik              | Denizlispor                | 19            |
| 1996–1997 | Şekerspor                                         | Çetin Limanoğlu          | Bakırköyspor               | 13            |
| 1995–1996 | Zeytinburnuspor                                   | Mustafa Kocabey          | Çanakkale Dardanel         | 18            |
| 1994–1995 | Eskişehirspor                                     | Saffet Akyüz Zafer Tüzün | İstanbulspor Eskişehirspor | 18            |
| 1993–1994 |                                                   | Mehmet Kakil             | Hatayspor                  | 14            |
| 1992–1993 | Samsunspor                                        |                          |                            |               |
| 1991–1992 | Kocaelispor Karşıyaka Kayserispor                 |                          |                            |               |
| 1990–1991 | Samsunspor Altay Adana Demirspor                  |                          |                            |               |
| 1989–1990 | Bakırköyspor Aydınspor Gaziantepspor              |                          |                            |               |
| 1988–1989 | Gençlerbirliği Bursaspor (B) Zeytinburnu          |                          |                            |               |
| 1987–1988 | Adanaspor Kahramanmaraşspor Konyaspor             |                          |                            |               |
| 1986–1987 | Adana Demirspor Karşıyaka Sakaryaspor             |                          |                            |               |
| 1985–1986 | Diyarbakırspor Boluspor Antalyaspor               |                          |                            |               |
| 1984–1985 | Rizespor Kayserispor Samsunspor                   |                          |                            |               |
| 1983–1984 | Eskişehirspor Altay Malatyaspor                   |                          |                            |               |
| 1982–1983 | Karagümrük Denizlispor Gençlerbirliği Orduspor    |                          |                            |               |
| 1981–1982 | Sarıyer Antalyaspor Mersin İdman Yurdu Samsunspor |                          |                            |               |
| 1980–1981 | Göztepe Sakaryaspor Diyarbakırspor                |                          |                            |               |
| 1979–1980 | Kocaelispor Mersin İdman Yurdu                    |                          |                            |               |
| 1978–1979 | Gaziantepspor Rizespor                            |                          |                            |               |
| 1977–1978 | MKE Kırıkkalespor Göztepe                         |                          |                            |               |
| 1976–1977 | MKE Ankaragücü Diyarbakırspor                     |                          |                            |               |
| 1975–1976 | Mersin İdman Yurdu Samsunspor                     |                          |                            |               |
| 1974–1975 | Orduspor Balıkesirspor                            |                          |                            |               |
| 1973–1974 | Zonguldakspor Trabzonspor                         |                          |                            |               |
| 1972–1973 | Kayserispor Adana Demirspor                       |                          |                            |               |
| 1971–1972 | Şekerspor PTT                                     |                          |                            |               |
| 1970–1971 | Adanaspor Giresunspor                             |                          |                            |               |
| 1969–1970 | Karşıyaka Boluspor                                |                          |                            |               |
| 1968–1969 | MKE Ankaragücü Samsunspo                          |                          |                            |               |
| 1967–1968 | İzmirspor İstanbulspor                            |                          |                            |               |
| 1966–1967 | Mersin İdman Yurdu Bursaspor                      |                          |                            |               |
| 1965–1966 | Altınordu Eskişehirspor                           |                          |                            |               |
| 1964–1965 | Vefa                                              |                          |                            |               |
| 1963–1964 | Şekerspor                                         |                          |                            |               |